# 빗속에 떠날 사람
"빗속에 떠날 사람"은 1971년 공개된 대한민국의 영화이다.

## 배역
- 신영균
- 최무룡
- 윤정희

## 수상
- 1972년 제9회 청룡영화상
  - 주제가상 - 황하동